# Каспер Ларсен
Каспер Ларсен (дан. Kasper Larsen, нар. 25 січня 1993) — данський футболіст, захисник клубу «Гронінген».
Виступав, зокрема, за клуб «Оденсе», а також олімпійську збірну Данії.

## Клубна кар'єра
У дорослому футболі дебютував 2010 року виступами за команду клубу «Оденсе», в якому провів чотири сезони, взявши участь у 73 матчах чемпіонату та забив два голи. 
У 2015 перебував в оренді казахського клубу «Астана» за який не провів жодного матчу та повернувся до «Оденсе».
До складу клубу «Гронінген» приєднався 2015 року. Відтоді встиг відіграти за команду з Гронінгена 36 матчів в національному чемпіонаті.

### Клубна статистика
| Команда           | Сезон             | Чемпіонат                | Чемпіонат | Чемпіонат | Національний кубок | Національний кубок | Континентальні кубки | Континентальні кубки | Інші змагання | Інші змагання | Усього | Усього |
| Команда           | Сезон             | Ліга                     | Ігор      | Голів     | Ігор               | Голів              | Ігор                 | Голів                | Ігор          | Голів         | Ігор   | Голів  |
| ----------------- | ----------------- | ------------------------ | --------- | --------- | ------------------ | ------------------ | -------------------- | -------------------- | ------------- | ------------- | ------ | ------ |
| ОД                | 2011–12           | Суперліга                | 8         | 0         | 0                  | 0                  | 0                    | 0                    | -             | -             | 8      | 0      |
| ОД                | 2012–13           | Суперліга                | 22        | 0         | 2                  | 0                  | -                    | -                    | -             | -             | 24     | 0      |
| ОД                | 2013–14           | Суперліга                | 29        | 0         | 1                  | 0                  | -                    | -                    | -             | -             | 30     | 0      |
| ОД                | 2014–15           | Суперліга                | 14        | 2         | 0                  | 0                  | -                    | -                    | -             | -             | 14     | 2      |
| ОД                | Разом             | Разом                    | 73        | 2         | 0                  | 0                  | 0                    | 0                    | 0             | 0             | 73     | 2      |
| «Астана» (оренда) | 2015              | Прем'єр-ліга (Казахстан) | 0         | 0         | 0                  | 0                  | 0                    | 0                    | 0             | 0             | 0      | 0      |
| «Гронінген»       | 2015—16           | Ередивізі                | 11        | 0         | 1                  | 0                  | 5                    | 0                    | 0             | 0             | 17     | 0      |
| Усього за кар'єру | Усього за кар'єру | Усього за кар'єру        | 84        | 2         | 4                  | 0                  | 5                    | 0                    | 0             | 0             | 95     | 2      |

## Виступи за збірні
2012 року дебютував у складі юнацької збірної Данії, взяв участь у 5 іграх на юнацькому рівні.
2016 року  захищав кольори олімпійської збірної Данії. У складі цієї команди провів 3 матчі. У складі збірної — учасник футбольного турніру на Олімпійських іграх 2016 року у Ріо-де-Жанейро.

## Титули і досягнення
- «Астана»:

Володар Суперкубка Казахстану — 2015.